# Themis
Themis (în greacă Θέμις, transliterat: Thémis) era în mitologia greacă zeița dreptății divine, reprezentată ca o femeie severă, legată la ochi, ținând într-o mână o balanță, iar în cealaltă o sabie. Faptul că este reprezentată legată la ochi sugerează imparțialitatea cu care cântărește probele, iar sabia arată puterea de a pune în practică hotărârile luate. Este fiica zeităților Uranus și Gaia, adică a cerului și a pământului. „Themis” înseamnă „legea naturii” și era considerată personificarea ordinii divine, a legii și a obiceiurilor.
Fiica ei este Dike, responsabilă pentru dreptatea între oameni. În mitologia romană cele două zeități, Themis și Dike, s-au contopit în Iustitia, zeița dreptății în general.
O faptă memorabilă a titanidei Themis este că a mijlocit pe lângă Zeus, în timpul potopului, să se liniștească și să aibă milă de singurii oameni care mai supraviețuiau, Deucalion și Pyra, nepoții ei, care au curățat de buruieni și au reaprins focul sacru. 
Zeița Themis s-a bucurat de mare popularitate în Grecia Antică.

## Mitologie
Personificarea conceptelor abstracte este caracteristică  grecilor. Abilitatea zeiței Themis de a prevedea viitorul i-a permis să devină una dintre  Oracolele din Delphi.